# Ivan Obradović
Ivan Obradović (en serbio: Иван Обрадовић; Obrenovac, 25 de julio de 1988) es un futbolista internacional serbio que juega de defensa y su equipo actual es el Partizán de Belgrado de la Superliga de Serbia.

## Carrera

### Partizán de Belgrado
Obradović es un producto de la cantera del Partizán de Belgrado. El 22 de abril de 2007, hizo su debut con el Partizán cuando el entrenador Miroslav Đukić lo alineó en un partido de liga contra el Voivodina. Hasta el final de la temporada 2006-07, jugó en cuatro partidos más de la liga. 
En 2007-08, su primera temporada completa con el Partizán, jugó 19 partidos de liga, 3 de copa y 1 de competición europea y terminó la temporada ganando su primer trofeo de liga.
En la temporada 2008-09 jugó 29 partidos de liga, 4 de copa y 9 de competición europea.

### Real Zaragoza
Obradović fue presentado como nuevo jugador del Real Zaragoza el 24 de agosto de 2009, debido a una cláusula que el Partizán obligó a incluir en el contrato se dio la curiosa circunstancia de que tras su presentación volvió a Belgrado para jugar un partido de copa de la UEFA con su ya exequipo y reincorporarse después de forma definitiva con el Real Zaragoza. Firmaría por cinco años con los maños.
Debutó con el Real Zaragoza en un partido disputado el 29 de agosto de 2009 en el estadio de La Romareda contra el CD Tenerife correspondiente a la primera jornada de liga, en el que tan solo disputó los últimos cinco minutos, que terminó con el resultado final favorable al Real Zaragoza de 1-0.
Durante esa misma temporada, Ivan se lesionó por un golpe en la rodilla, causándole baja para dos semanas. Aun así, se pasó casi ocho meses de baja debido a esta lesión, volviendo a los terrenos de juego el 18 de abril de 2010 en San Mamés contra el Athletic.

### Bélgica
Después de abandonar el Zaragoza, Obradović regresó a Serbia y entrenó con el FK Rad, jugando además la pretemporada con el club holandés Vitesse a principios de 2014, aunque sin llegar a firmar un contrato. En marzo del mismo año, Obradović finalmente firmaría con el equipo belga KV Mechelen hasta el final de temporada, con una opción para prolongarla un año más. Después de sus actuaciones consistentes con el Mechelen, Obradović sería traspasado al RSC Anderlecht en junio de 2015, ayudando al equipo a ganar la liga en la temporada 2016–17. 

### Polonia
Una vez concluido su contrato con el club de Bruselas, el defensa serbio emprendería una nueva aventura esta vez en Polonia, jugando para el Legia de Varsovia de la Ekstraklasa. Sin embargo, Aleksandar Vuković no contó con el defensa serbio y tras haber sido relegado al segundo equipo, Obradović  rescindiría su contrato con la entidad varsoviana a finales de la temporada 2019/20, marchándose como agente libre para el mercado de verano.

## Carrera internacional
El seleccionador Radomir Antić lo convocó para la selección nacional absoluta con la que debutó el[6 de septiembre de 2008, en un partido de clasificación para el Mundial de 2010 jugado en Belgrado contra las Islas Feroe. Consiguió su primer gol con la selección absoluta en un partido contra Austria en octubre de 2008. Fue convocado también finalmente para el Mundial de 2010.

## Clubes
| Club                 | País    | Año       |
| -------------------- | ------- | --------- |
| Partizán de Belgrado | Serbia  | 2006-2009 |
| Real Zaragoza        | España  | 2009-2013 |
| K. V. Mechelen       | Bélgica | 2014-2015 |
| R. S. C. Anderlecht  | Bélgica | 2014-2019 |
| Legia de Varsovia    | Polonia | 2019-2020 |
| Partizán de Belgrado | Serbia  | 2020-     |

## Palmarés
Partizán de Belgrado
- Superliga de Serbia (2): 2007-08, 2008-09
- Copa de Serbia (2): 2007-08, 2008-09

R. S. C. Anderlecht
- Primera División de Bélgica (1): 2016-17
- Supercopa de Bélgica (1): 2017